# 范斯
范斯（英语：Vans） 是美国的一个街头品牌。由保罗·范·多伦创立于1966年3月16日，以生产极限运动装备起家，包括：滑板、冲浪、BMX 小轮车、单板滑雪等。
全球总部位于加利福尼亚州科斯塔梅萨（Costa Mesa），由 VF 威富集团所有。范斯除了生产滑板鞋之外，也生产T恤、帽衫、袜子、帽子、滑板等服装配件及体育用品。

## 品牌创始人
1966 年，在制鞋公司工作多年的 保罗·范·多伦，因为不满经销商的压榨，和三位合伙人在美国加利福尼亚州安纳海姆市创立了范多伦橡胶公司（Van Doren Rubber Company），这就是范斯品牌的前身。第一家范斯零售店铺开设在安纳海姆市百老汇东路 704 号，范斯初期采用“前店后厂”的模式经营，开张第一天，有 12 位顾客光临了这家店铺，并在下午买走了当天制作出的鞋。

## 市場主要競爭對手
范斯的市場對手有：
- Adidas
- Asics
- Converse
- Fila
- Mizuno
- New Balance
- NIKE
- Puma
- Reebok
- Under Armour

## 爭議事件
在2019年，Vans舉辦了一個設計比賽，移除了其中一款由加拿大設計師「Naomiso」所設計的作品，作品畫上黃色雨傘的圖案，以及示威者戴頭盔、口罩、眼罩之類的同時期香港政治環境相關的元素。引起大量的香港網民不滿，在Vans官方Facebook專頁聲明貼文中，短短幾個小時已經有高達4萬個網民發表憤怒圖示表示不滿。

## 外部連結
- Vans® Shop （页面存档备份，存于）
- Vans中国官方网站 （页面存档备份，存于）
- Vans香港官方網站 （页面存档备份，存于）
- Vans新加坡官方網站 （页面存档备份，存于）
- Vans馬來西亞官方網站 （页面存档备份，存于）